# Grammacephalus acuticeps
Grammacephalus acuticeps är en insektsart som beskrevs av Rauno E. Linnavuori 1978. Grammacephalus acuticeps ingår i släktet Grammacephalus och familjen dvärgstritar. Inga underarter finns listade i Catalogue of Life.